# Kůra nadledvin
Kůra nadledvin lat. cortex glandulae suprarenalis, je párová žláza s vnitřní sekrecí, která tvoří až 90 % objemu nadledvin, Je součástí řídícího systému hypotalamus – hypofýza – kůra nadledvin, produkuje steroidní hormony, které zasahují do metabolismu sacharidů, bílkovin i tuků, ovlivňují reakci organismu na stres, řídí hospodaření s vodou a minerálními látkami a umožňují tak udržení stálého vnitřního prostředí.
Hormony kůry nadledvin se podle hlavního účinku na organismus dělí na tři velké skupiny: mineralokortikoidy, glukokortikoidy a androgeny. Mineralokortikoidy řídí hladinu sodíku a draslíku v krvi a udržují normální objem extracelulární tekutiny v těle, kortikosteroidy zvyšují úroveň glukoneogeneze a podporují tvorbu glykogenu, působí katabolicky a podporují lipolýzu. Androgeny kůry nadledvin mají jen slabý účinek, ale v periferních tkáních se mohou přeměnit na testosteron a dihydrotestosteron.

## Vnitřní složení kůry

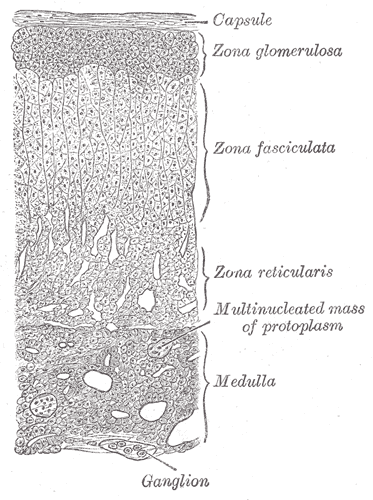
Nákres jednotlivých vrstev kůry nadledvin a dřeně

Kůra nadledvin tvoří většinu objemu nadledviny. Jen střed nadledviny vyplňuje dřeň. Přechod je ostrý a na řezu dobře patrný. Makroskopicky má kůra nadledvin žlutou barvu, obsahuje totiž velké množství tuku.
Mikroskopicky je už při malém zvětšení patrná výrazná zonace, buňky kůry nadledvin jsou uspořádané do tří koncentrických vrstev. Zonace není jenom anatomická, ale i funkční, buňky různých vrstev produkují různé hormony. Jednotlivé vrstvy nicméně nejsou přesně ohraničené.

### Zona glomerulosa

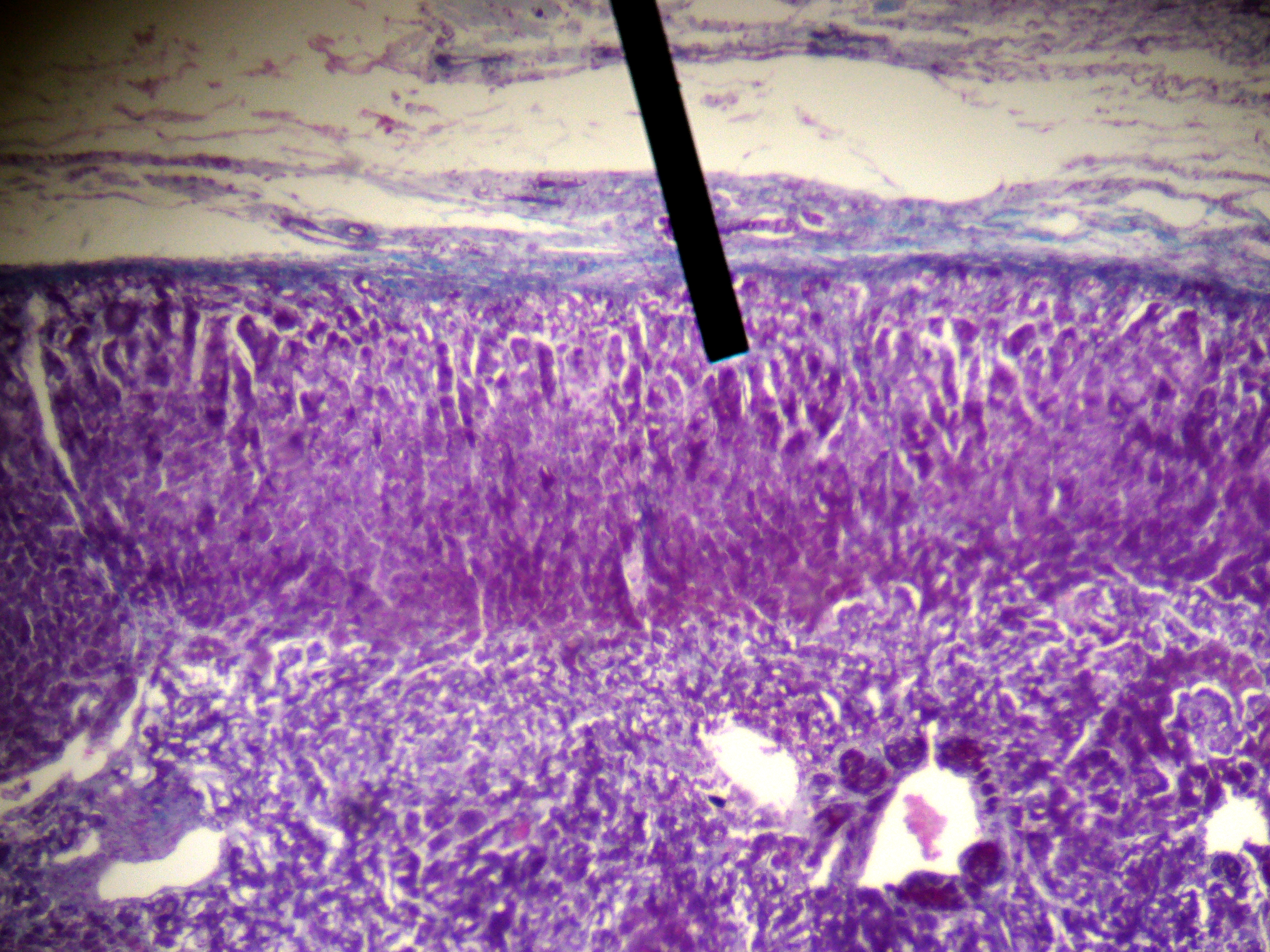
šipka ukazuje zona glomerulosa, barveno hematoxylin-eosinem

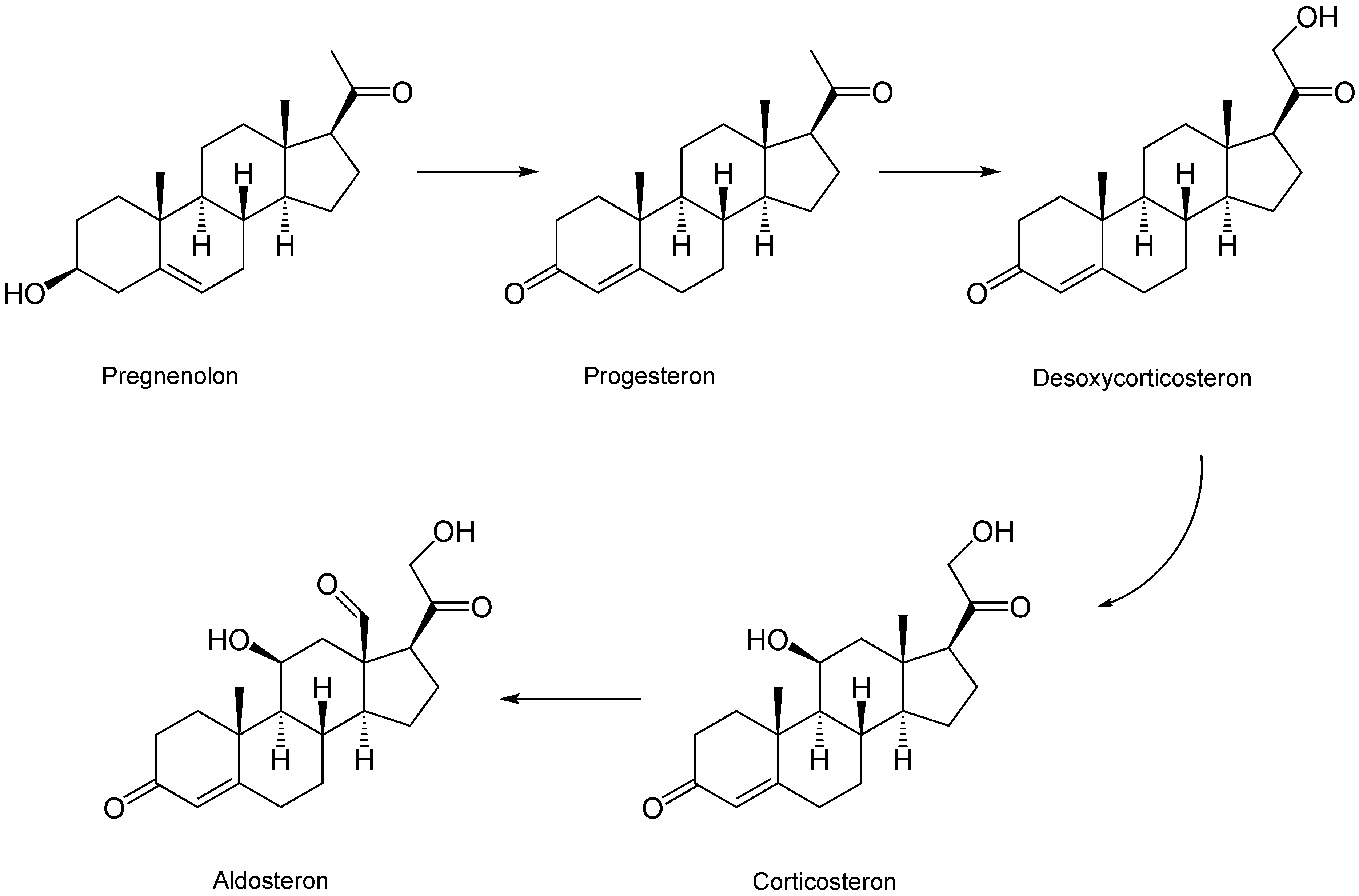
Syntéza aldosteronu

Zona glomerulosa je zónou vnější, nacházející se těsně pod pouzdrem nadledviny. Tvoří 10-15 % tkáně kůry nadledviny. Buňky této zóny jsou sloupovitého tvaru, obsahují jen malé množství tukových kapének a dobře vyvinuté hladké endoplasmatické retikulum. Jejich jádra se při histologickém barvení barví výrazně tmavě. Jsou uspořádány v nepravidelných obloukovitých trámcích. V okolí buněk je řídké vazivo, ve kterém vede mnoho krevních vlásečnic.
Zde jsou produkovány mineralokortikoidy, z nichž nejdůležitější je aldosteron.
Buňky této zóny jsou nezávislé na ACTH, ale spadají především pod vliv angiotenzinu II. Kromě renin-angiotenzinogenového systému se regulace buněk účastní také draslík. ACTH má na funkci buněk v zona glomerulosa jen malý vliv.
Navázáním angiotenzinu II na receptory buněk v zona glomerulosa se stimuluje přeměna cholesterolu na pregnenolon a kortikosteronu na 18-hydroxykortikosteron a dále na aldosteron. Produkci aldosteronu podobným způsobem stimuluje také zvýšení koncentrace draslíku v krevní plasmě.
Syntéza hormonů začíná odštěpením postranního řetězce cholesterolu za vzniku pregnenolonu, který je v endoplasmatickém retikulu konvertován na progesteron, ten je hydroxylován na 11-deoxykortikosteron, DOC. Tato látka má mineralokortikoidní účinek.
Dalším v pořadí je kortikosteron, který vzniká hydroxylací DOC, ten je spíš glukokortikoidem a mineralokortikoidní účinek má jen slabý. Zona glomerulosa je výjimečná přítomností cytosolového enzymu 18-hydroxylázy, která dále hydroxyluje kortikosteron na 18-hydroxykortikosteron, ten následně sám přesmykuje na aldosteon, nejsilnější přirozený mineralokortikoid.
Mineralokortikoidy omezují vylučování sodíku ledvinami, naopak podporují vylučování draslíku, vodíkových a amonných iontů. To v důsledku vede k zadržování vody v organismu, zvýšení objemu krve a zvýšení krevního tlaku.

### Zona fasciculata

Syntéza kortizolu

Zona fasciculata je prostřední vrstvou buněk a u člověka je vrstvou nejsilnější,tvoří 75 % jejího objemu. Je tvořena buňkami ve tvaru mnohostěnu, které se na histologických preparátech obvykle jeví jako "prázdné" či vyplněné pěnou, to proto, že obsahují velké množství tukových kapének, a tuk se během preparace odplaví a nebarví se. Buňky v zona fasciculata jsou uspořádané do příčných rovných sloupců, mezi kterými probíhají fenestrované krevní kapiláry.
Procesy v této zóně jsou řízené hormonem ACTH, produkovaným v hypofýze. Buňky v klidu skladují cholesterol v tukových kapénkách v cytoplasmě, teprve stimulace ACTH způsobí uvolnění cholesterolu do cytoplasmy, ten je přesunut to mitochondrií a enzymem navázaných na P-450 je odštěpen postranní řetězec cholesterolu za vzniku pregnenolonu. Následně dochází k sérii hydroxylací. Nejčastěji je pregnenolon nejprve hydroxylován na 17-hydroxypregnenolon 17α-hydroxylázou, z něhož další hydroxylací vzniká 11-deoxykortizol a z něj pak kortizol, hlavní lidský glukokortikoid. Alternativní cestou je pregnenolon hydroxylován nejprve na progesteron a z něj pak na 11-deoxykortikosteron a kortikosteron, který má slabší glukokortikoidní účinek.
Glukokortikoidy určitým způsobem ovlivňují genovou expresi v cílových buňkách. Zvyšují výrobu glukózy v játrech, v menších koncentracích mají anabolický účinek, ve větších pak katabolický, podporují lipolýzu v periferních částech těla, ale mohou navodit ukládání tuků na trupu, potlačují zánětlivou odpověď, účastní se i regulace krevního tlaku a srdečního výdeje a rovnováhy vody a mají nezastupitelnou funkci v adaptační fázi stresu.
Množství produkovaných glukokortikoidů je řízeno klasickým zpětnovazebných mechanismem.

### Zona reticularis
Zona reticularis je užší než zona fasciculata, ale širší než zona glomerulosa. Buňky v této vrstvě jsou menší a uspořádány do nepravidelných provazců, které se spojují do podoby sítě a jsou obklopené fenestrovanými vlásečnicemi. Obsahují hnědý pigment lipofuscin. Zde jsou syntetizovány glukokortikoidy podobným mechanismem jako v zona fasciculata, a dále androgeny, především dehydroepiandrosteron (DHEA) a malé množství testosteronu.

## Kůra nadledvin před narozením
Kůra nadledvin vzniká z buněk mezotelu, které v průběhu pátého týdne nitroděložního vývoje prorůstají do retroperitoneálního mezenchymu u předního pólu mezonefros, embryonální ledviny. Takto vzniklá primitivní kůra nadledvin je časem obrostlá druhou vlnou migrujících původně mezoteliálních buněk. Z primitivní kůry se stane fetální kůra, která přetrvává po celou dobu nitroděložního vývoje. Zona glomerulosa a fasciculata se rozvíjí až po narození působením ACTH a fetální kůra je nahrazována dospělou kůrou až během prvního roku života. Zona reticulatis vzniká až ve třetím roce věku.
Hned po svém vzniku začíná kůra nadledvin produkovat dehydroepiandrosteron, ze kterého je v placentě syntetizován estrogen. Na konci nitroděložního vývoje je kůra nadledvin relativně větší než u dospělého člověka. Přítomnost glukokortikoidů během vývoje je nutná ke vzniku funkční osy hypotalamus-hypofýza-nadledviny, k vytvoření sufraktantu v plicích a k zahájení involuce brzlíku.

## Kůra nadledvin u zvířat
Výše uvedené platí pro člověka, u zvířat jsou poměry odlišné. I u ostatních savců, kteří mají nadledvinu též uspořádanou v kůru a dřeň, se přesný vzhled a velikost jednotlivých zón liší a rozdíly jsou i v produkci a účinku jednotlivých hormonů. Například u hlodavců je hlavním glukokortikoidem kortikosteron, ne kortizol.
Protože kůra a dřeň nadledvin mají odlišný původ a pouze u savců tvoří společný orgán, nadledvinu. U paryb jsou dřeň a kůra odděleny a tvoří samostatné orgány, u plazů se k sobě "dřeň" a "kůra" přikládají na jedné straně.
U ptáků přechází tkáň kůry a dřeně jedna ve druhou, proto se u nich popisuje jen korová část, pars corticalis gl. adrenalis. Je tvořena pruhy tvořené dvěma vrstvami cylindrických eosinofilních buněk, s výraznými vakuolami v cytoplasmě, které obsahují karotenoidy, proto má ptačí nadledvina žlutavou, oranžovou nebo narůžovělou barvu. Korová část se podle velikosti buněk a jejich funkce – jestli produkují mineralokortikoidy nebo glukokortikoidy – rozděluje na subkapsulání a vnitřní zónu.